# 89. ročník udílení Oscarů
89. ročník udílení Oscarů se konal 26. února 2017 v Dolby Theatre (dříve Kodak Theatre) v Hollywoodu v Los Angeles, pod hlavičkou Akademie filmového umění a věd, která vybrala jednotlivé vítěze ze 24 různých kategorií. Galavečerem provázel Jimmy Kimmel. Nejvíce nominací získal snímek La La Land, celkem 14, nakonec jich proměnil šest.
Dne 12. prosince 2016 Akademie ocenila na svém 8. ročníku tradičního slavnostního večera Governors Awards některé tvůrce speciálními cenami. Dne 11. února 2017 Akademie ocení ty, kteří filmu přispívají po technické stránce.

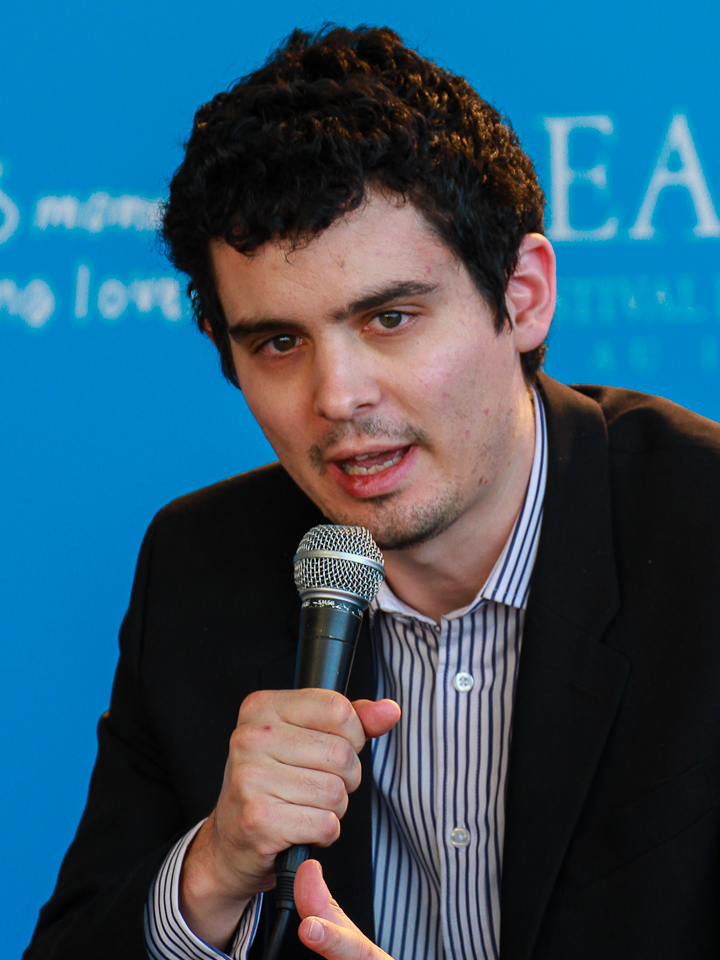
Damien Chazelle vítěz v kategorii nejlepší režie

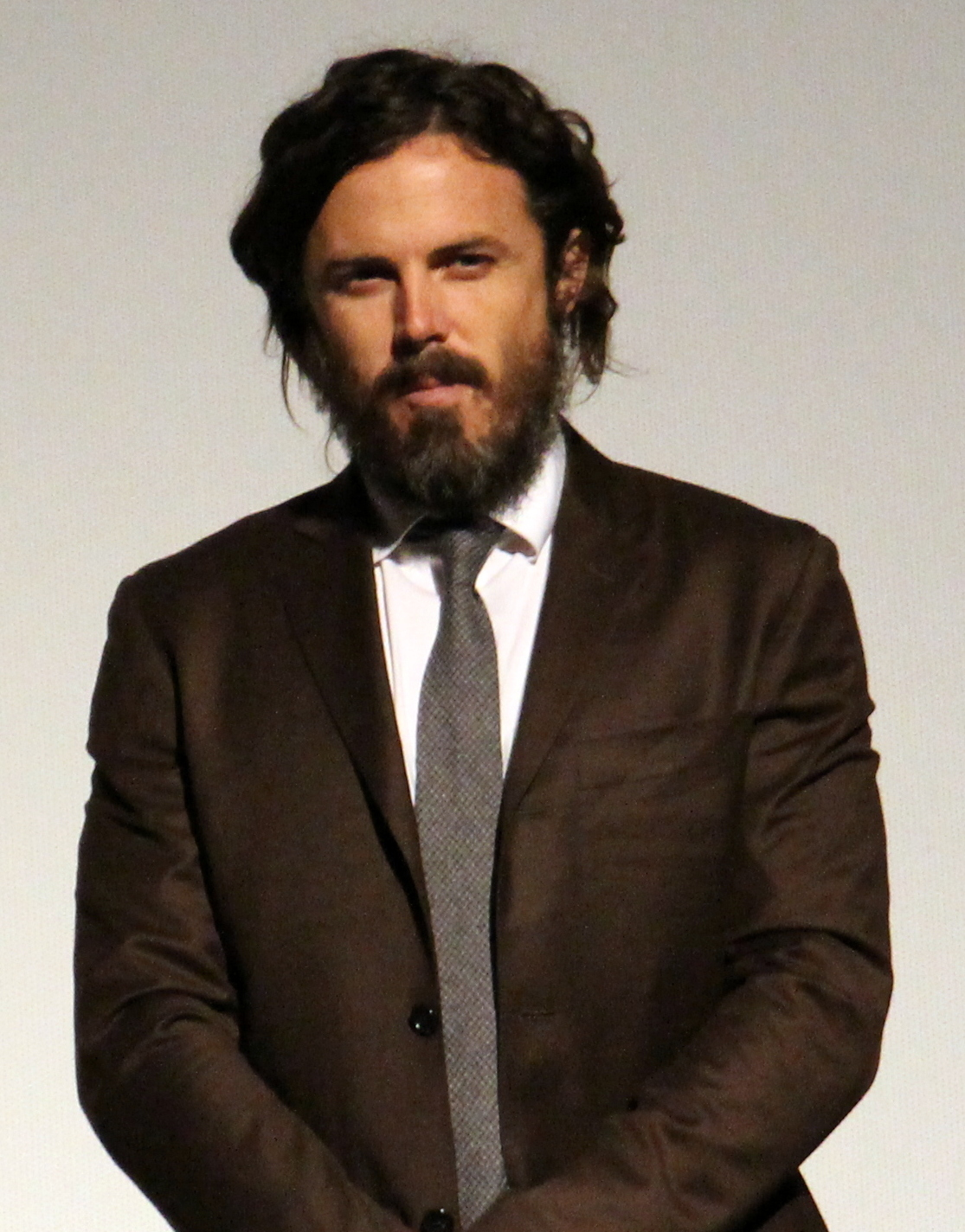
Casey Affleck vítěz v kategorii nejlepší herec

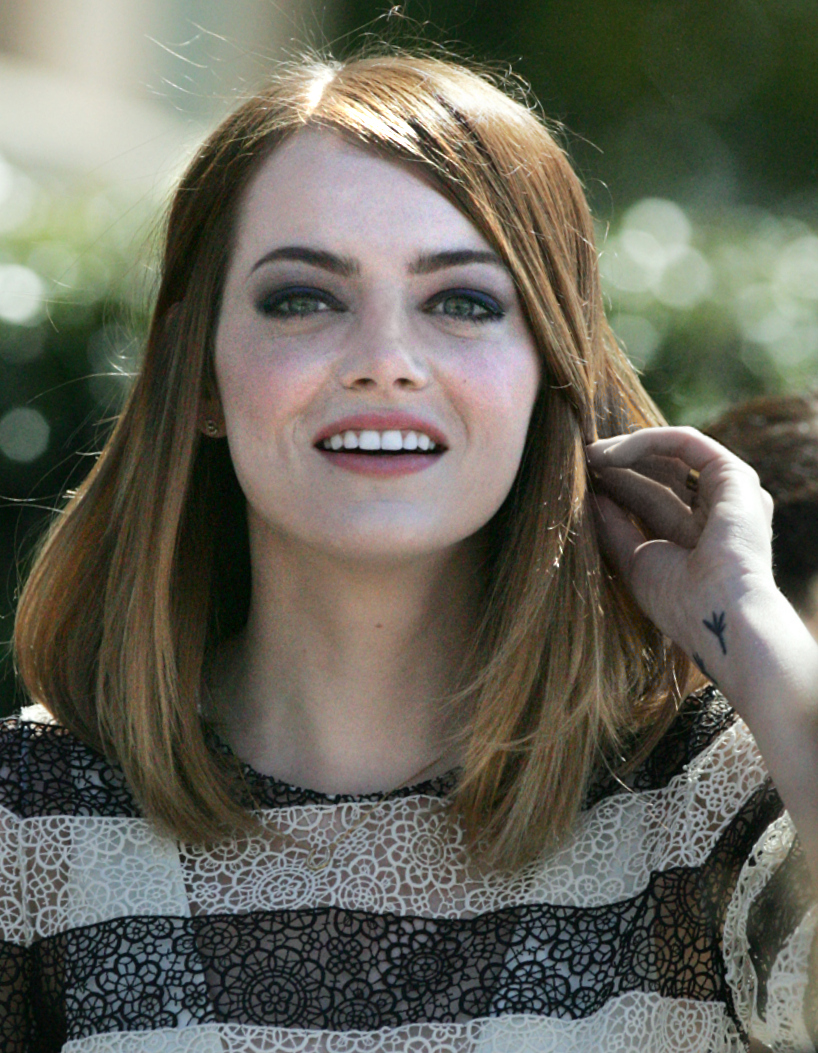
Emma Stoneová vítězka v kategorii nejlepší herečka

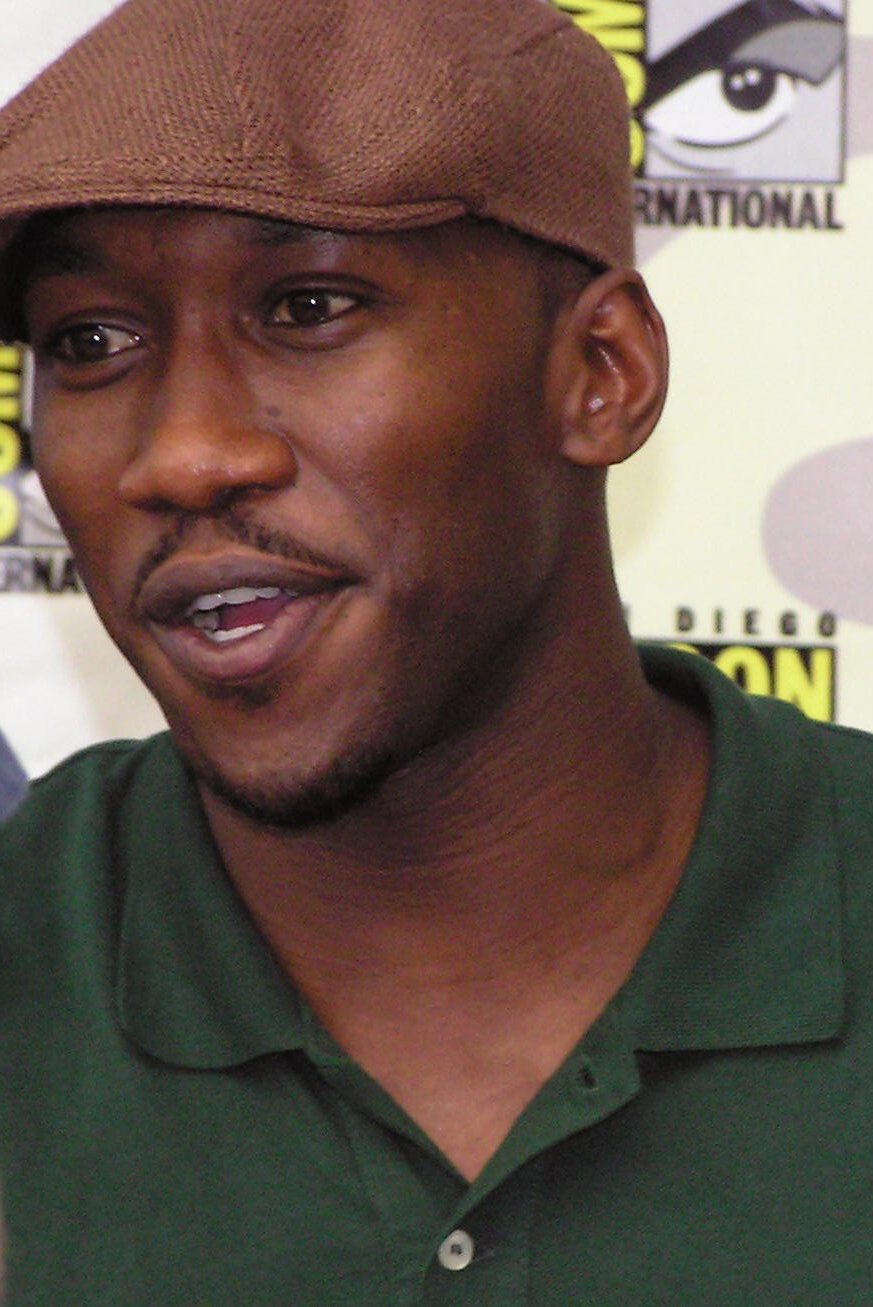
Mahershala Ali vítěz v kategorii nejlepší herec ve vedlejší roli

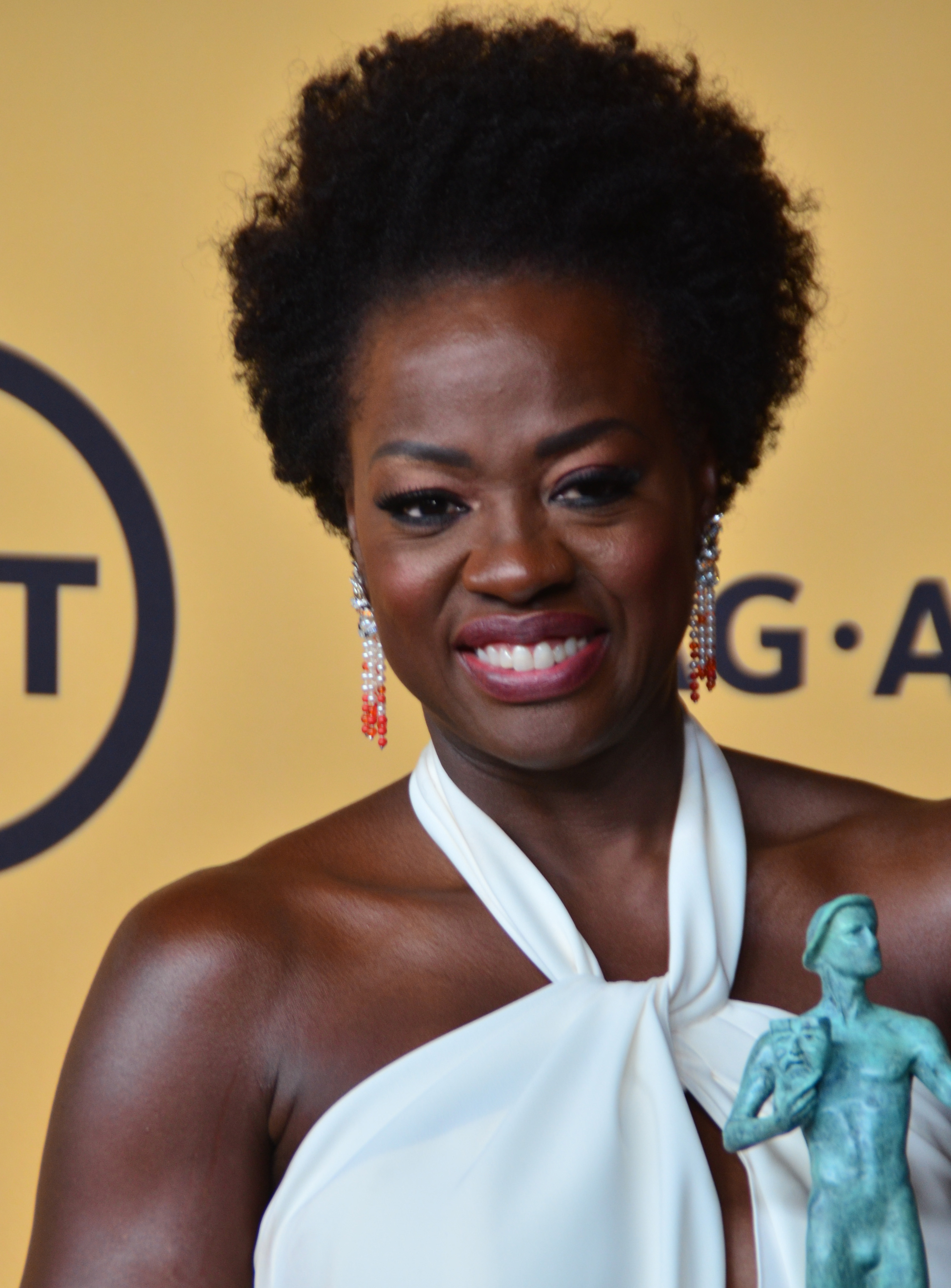
Viola Davis vítězka v kategorii nejlepší herečka ve vedlejší roli

## Nominace

### Nejlepší film
Moonlight – Adele Romanski, Dede Gardner a Jeremy Kleiner
- Ploty – Scott Rudin, Denzel Washington a Todd Black
- Hacksaw Ridge: Zrození hrdiny – Bill Mechanic a David Permut
- Za každou cenu – Carla Hacken a Julie Yorn
- La La Land – Fred Berger, Jordan Horowitz a Marc Platt
- Lion – Emile Shermna, Iain Canning a Angie Fielder
- Místo u moře – Matt Damon, Kimberly Steward, Chris Moore, Lauren Beck a Kevin J. Walsh
- Příchozí – Shawn Levy, Dan Levine, Aaron Ryder a David Linde
- Skrytá čísla – Donna Gigliotti, Peter Chernin, Jenno Topping, Pharrell Williams a Theodore Melfi

### Nejlepší režie
Damien Chazelle – La La Land
- Denis Villeneuve – Příchozí
- Mel Gibson– Hacksaw Ridge: Zrození hrdiny
- Barry Jenkins – Moonlight
- Kenneth Lonegran – Místo u moře

### Nejlepší herec
Casey Affleck – Místo u moře
- Ryan Gosling – La La Land
- Andrew Garfield – Hacksaw Ridge: Zrození hrdiny
- Viggo Mortensen – Tohle je náš svět
- Denzel Washington – Ploty

### Nejlepší herečka
Emma Stoneová – La La Land
- Isabelle Huppert – Elle
- Ruth Negga – Loving
- Natalie Portman – Jackie
- Meryl Streep – Božská Florence

### Nejlepší herec ve vedlejší roli
Mahershala Ali – Moonlight
- Jeff Bridges – Za každou cenu
- Dev Patel – Lion
- Michael Shannon – Noční zvířata
- Lucas Hedges – Místo u moře

### Nejlepší herečka ve vedlejší roli
Viola Davis – Ploty
- Naomie Harris – Moonlight
- Nicole Kidman – Lion
- Octavia Spencer – Skrytá čísla
- Michelle Williamsová – Místo u moře

### Nejlepší původní scénář
Kenneth Lonegran – Místo u moře
- Damien Chazelle – La La Land
- Mike Mills – Ženy 20. století
- Taylor Sheridan – Za každou cenu
- Yorgos Lanthimos a Efthimis Fillippou – Humr

### Nejlepší adaptovaný scénář
Barry Jenkins a Tarell Alvin McCraney – Moonlight
- Eric Heisserer – Příchozí
- August Wilson – Ploty
- Allison Schroeder a Theodore Melfi – Skrytá čísla
- Luke Davies – Lion

### Nejlepší animovaný film
Zootropolis: Město zvířat – Byron Howard, Rich Moore a Clark Spencer
- Kubo a kouzelný meč – Travis Knight a Arianne Sutner
- Odvážná Vaiana: Legenda o konci světa – John Musker, Ron Clements a Osnat Shurer
- Můj život Cuketky – Claude Barras a Max Karli
- Červená želva – Michael Dudok de Wit a Toshio Suzuki

### Nejlepší cizojazyčný film
Klient (Írán/Francie) v perštině – Asghar Farhadi
- V písku - Příslib svobody (Dánsko) v dánštině – Martin Zandvliet
- Muž jménem Ove (Švédsko) ve švédštině – Hannes Holm
- Tanna (Austrálie) – Martin Butler a Bentley Dean
- Toni Erdmann (Německo) v němčině – Maren Adeová

### Nejlepší celovečerní dokumentární film
O.J.: Made in America – Ezra Edelman a Caroline Waterlow
- 13th – Ava DuVernay, Spencer Averick a Howard Barish
- Požár na moři – Gianfranco Rosi a Donatella Palermo
- Nejsem žádný tvůj negr – Raoul Peck, Rémi Grellety a Hébert Peck
- Animovaný život – Roger Ross Williams a Julie Goldman

### Nejlepší krátký dokumentární film
The White Helmets – Orlando von Einsiedel a Joanna Natasegara
- 4.1 Miles – Daphne Matziaraki
- Extremis – Dan Krauss
- Darované housle – Kahane Cooperman a Raphaela Neihausen
- Watani: My Homeland – Marcel Mettelsiefen a Stephen Ellis

### Nejlepší krátkometrážní hraný film
Školní sbor – Kristóf Deák a Anna Udvardy
- Ennemis Interieurs – Sélim Azzazi
- La Femme et le TGV – Timo von Gunten a Giacun Caduff
- Silent Nights – Aske Bang a Kim Magnusson
- Timecode – Juanjo Giménez

### Nejlepší krátký animovaný film
Ptáčátko – Alan Barillaro a Marc Sondheimer
- Slepá Vaysha – Theodore Ushev
- Borrowed Time – Andrew Coats a Lou Hamou-Lhadj
- Pear Cider and Cigarettes – Robert Valley a Cara Speller
- Pearl – Patrick Osborne

### Nejlepší hudba
Justin Hurwitz – La La Land
- Nicholas Britell – Moonlight
- Mica Levi – Jackie
- Dustin O'Halloran a Hauschka – Lion
- Thomas Newman – Pasažéři

### Nejlepší píseň
„City of Stars“ – Justin Hurwitz, Pasek and Paul – La La Land
- „Audition (The Fools Who Dream)“ – Justin Hurwitz, Pasek and Paul – La La Land
- „Can't Stop the Feeling“ – Max Martin, Shellback, Justin Timberlake – Trollové
- „How Far I'll Go“ – Lin-Manuel Miranda – Odvážná Vaiana: Legenda o konci svět
- „The Empty Chair“ – J. Ralph a Sting – Jim: The James Foley Story

### Nejlepší střih zvuku
Sylvain Bellemare – Příchozí
- Ai-Ling Lee a Mildred Iatrou Morgan – La La Land
- Wylie Stateman a Renée Tondelli – Deepwater Horizon: Moře v plamenech
- Robert Mackenzie a Andy Wright – Hacksaw Ridge: Zrození hrdiny
- Alan Robert Murray a Bub Asman – Sully: Zázrak na řece Hudson

### Nejlepší zvuk
Robert Mackenzie, Andy Wright, Kevin O'Connell a Peter Grace – Hacksaw Ridge: Zrození hrdiny
- Andy Nelson, Ai-Ling Lee a Steve A. Morrow – La La Land
- Bernard Gariépy Strobl a Claude La Haye – Příchozí
- Greg P. Russell, Gary Summers, Jeffrey J. Haboush a Mac Ruth – 13 hodin: Tajní vojáci z Benghází
- David Parker, Christopher Scarabosio a Stuart Wilson – Rogue One: Star Wars Story

### Nejlepší výprava
Sandy Reynolds-Wasco a David Wasco – La La Land
- Stuart Craig a Anna Pinnock – Fantastická zvířata a kde je najít
- Paul Hotte a Patrice Vemette – Příchozí
- Jess Gonchor a Nancy Haigh – Ave, Caesar!
- Guy Hendrix Dyas a Gene Serdena – Pasažéři

### Nejlepší kamera
Linus Sandgren – La La Land
- James Laxton – Moonlight
- Bradford Young – Příchozí
- Rodrigo Prieto – Mlčení
- Greig Fraser – Lion

### Nejlepší masky
Alessandro Bertolazzi, Giorgio Gregorini a Christopher Nelson – Sebevražedný oddíl
- Eva von Bahr a Love Larson – Muž jménem Ove
- Joel Harlow a Richard Alonzo – Star Trek: Do neznáma

### Nejlepší kostýmy
Colleen Atwood – Fantastická zvířata a kde je najít
- Madeline Fontaine – Jackie
- Consolata Boyle – Božská Florence
- Joanna Johnston – Spojenci
- Mary Zophres – La La Land

### Nejlepší střih
John Gilbert – Hacksaw Ridge: Zrození hrdiny
- Tom Cross – La La Land
- Jake Roberts – Za každou cenu
- Joe Walker – Příchozí
- Nat Sanders a Joi McMillon – Moonlight

### Nejlepší vizuální efekty
Robert Legato, Adam Valdez, Andrew R. Jones a Dan Lemmon – Kniha džunglí
- Stephane Ceretti, Richard Bluff, Vincent Cirelli a Paul Corbould – Doctor Strange
- Craig Hammeck, Jason Snell, Jason Billington a Burt Dalton – Deepwater Horizon: Moře v plamenech
- Steve Emerson, Oliver Jones, Brian McLean a Brad Schiff – Kubo a kouzelný meč
- John Knoll, Mohen Leo, Hal Hickel a Neil Corbould – Rogue One: Star Wars